# بينيرويال تي
«بينيرويال تي» (بالإنجليزية: Pennyroyal Tea)‏ هي أغنية لفرقة الروك الأمريكية نيرفانا. هي الأغنية التاسعة في ألبوم الإستديو الثالث والأخير للفرقة إن يوتيرو (1993). كان من المقرر أن يتم إصدارها كأغنية مفردة ثالثة من إن يوتيرو